# Benedetto Cervone
Benedetto Cervone (Campagna, 13 marzo 1732 – Napoli, 31 marzo 1788) è stato un vescovo cattolico italiano del Regno di Napoli.

## Biografia
Giurista e regio revisore appartenente a una delle principali famiglie nobili di Campagna, dopo aver preso i voti per diversi anni fu un collaboratore di Giovanni Angelo Anzani, vescovo di Campagna.
Nominato professore di diritto canonico a Napoli, tra il 1768 e il 1772 entrò nella polemica dell'abolizione della cattedra delle decretali insieme a Domenico Cavallari, Gennaro Giordano, Giuseppe Simioli, Carmine Firmiani, Pasquale Napodano e Pasquale Franzè. Egli sosteneva che il vescovo non è chiamato se non all'amministrazione de' sacramenti e de' sacramentali, al battesimo.
Nel 1777 venne nominato vescovo dell'Aquila. Durante il suo episcopato fece riaprire il Seminario e la Cattedrale, danneggiati dal sisma del 1778.
In seguito a problemi di salute, nel 1788 si recò a Napoli per curarsi e vi morì.

## Genealogia episcopale
La genealogia episcopale è:
- Cardinale Scipione Rebiba
- Cardinale Giulio Antonio Santori
- Cardinale Girolamo Bernerio, O.P.
- Arcivescovo Galeazzo Sanvitale
- Cardinale Ludovico Ludovisi
- Cardinale Luigi Caetani
- Cardinale Ulderico Carpegna
- Cardinale Paluzzo Paluzzi Altieri degli Albertoni
- Papa Benedetto XIII
- Papa Benedetto XIV
- Papa Clemente XIII
- Cardinale Francesco Saverio de Zelada
- Vescovo Benedetto Cervone